# Aetiocetus
Aetiocetus is een geslacht van uitgestorven baleinwalvissen die 25 miljoen jaar geleden, in het Oligoceen, leefden.

## Beschrijving
Soorten in het geslacht Aetiocetus zijn fossiele overgangsvormen tussen vroege walvissen en moderne walvissen. Hun spuitgat was dan ook halverwege de snuit geplaatst en niet bovenop de kop.
Ze horen bij de vroegst bekende baleinwalvissen; ze hadden nog al hun tanden, maar ook al een scharnier aan de kaak die los zit, zoals bij latere baleinwalvissen.
Uit schedels van Aetiocetus is ook gebleken dat ze niet alleen een volledig gebit van tanden maar ook baleinen bezaten. Ze werden ongeveer 7,5 m lang.

## Voorkomen
Fossiele vondsten van vertegenwoordigers van dit geslacht zijn gedaan in het noorden van de Stille Oceaan.

## Taxonomie
- Geslacht: Aetiocetus
  - Soort: Aetiocetus cotylalveus
  - Soort: Aetiocetus polydentatus
  - Soort: Aetiocetus tomitai
  -  Soort: Aetiocetus weltoni